# Julius Franz (Architekt)

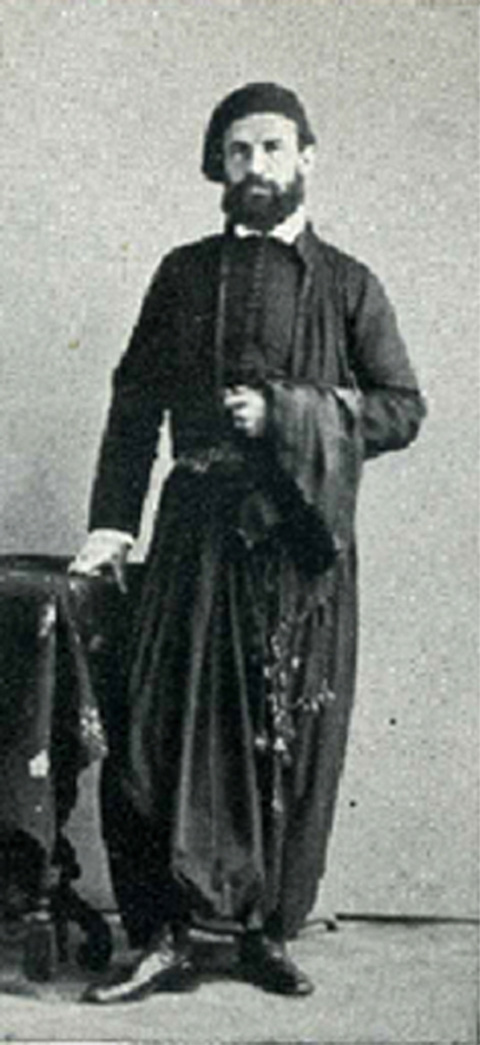
Julius Franz (Architekt)

Heinrich Carl Ludwig Julius Franz, später Franz Bey (1869) bzw. Franz Pascha (1885) (* 25. August 1831 in Springen, Herzogtum Nassau; † 20. März 1915 in Graz) war ein aus Deutschland stammender, in Ägypten tätiger Architekt.

## Leben
Julius Franz war der Sohn des herzoglich-nassauischen Oberförsters Wilhelm Franz und seiner Frau Carolina. Das Abitur legte er in Weilheim ab, seine mathematisch-naturwissenschaftliche Ausbildung erhielt er ab 1849 an der Polytechnischen Schule in Karlsruhe und ab 1852 am Polytechnischen Institut in Wien. Ab dem Wintersemester 1852/53 besuchte er die Vorbereitungs- und Architekturschule der Wiener Akademie der bildenden Künste.
1859 trat er in den Dienst der ägyptischen Regierung. 1861 machte er einen Entwurf für den Neubau einer protestantischen Kirche in Alexandria, der jedoch nicht ausgeführt wurde, 1872/73 war er an den Bauarbeiten er protestantischen Kirche in Kairo beteiligt.
1863 wurde er vom westlich orientierten Khediven Ismail Pascha zum Hofarchitekten berufen. Er erbaute unter anderem 1864 in Kairo den Gezira-Palast als Gästehaus für hohe ausländische Besucher. Der Palast ist heute Teil eines Marriott Hotels.
Franz machte sich auch um die Sammlungen und Denkmäler islamischer Kunst in Ägypten verdient. Er war Mitbegründer des Museums für islamische Kunst in Kairo.
Im Jahr 1887 kehrte er zunächst nach Deutschland zurück und lebte ab 1897 in Graz. 1904 verlieh ihm die Universität Graz die Ehrendoktorwürde.

## Schriften
- mit Régis de Curel: Cirque du Caire In: Revue générale de l'architecture et des travaux publics 27, 1869, S. 276–277 Taf. 54.
- Cairo's Neubauten. In: Romberg's Zeitschrift für Praktische Baukunst 31, 1871, S. 193–198. 325–330 Taf. 21–22, 35–36.
- Die Baukunst des Islam (= Handbuch der Architektur II, 3, 2). Bergstrasser, Darmstadt 1887 (Digitalisat); 2. Auflage 1896 (Digitalisat).
- Die Grab-Moschee des Sultans Kait-Bai.  (= Die Baukunst, Serie 1, Heft 3). Spemann, Berlin / Stuttgart o. J. [1898].
- Eine Wanderung durch die arabischen Monumente Kairos. In: Deutsche Revue 27, 3, 1902, S. 363–372 (Digitalisat).
- Kairo (= Berühmte Kunststätten 21). E. A. Seemann, Leipzig 1903.